# Copa del Món de Rugbi de 2019
La Copa del Món de Rugbi 2019 és la novena Copa del Món de Rugbi. En una reunió extraordinària de l'organisme rector d'aquest esport, la International Rugby Board (coneguda com a IRB), celebrada a Dublín el 28 de juliol de 2009, es va designar al Japó com a país amfitrió de la competició. Aquesta serà la primera vegada que el torneig es durà a Àsia, i també la primera vegada que l'esdeveniment serà organitzat per una nació que no està en les principals potències mundials d'aquest esport. Hong Kong i Singapur van expressar el seu interès a acollir alguns dels partits, tot i que finalment tots els partits es jugaran en territori japonès.

## Candidatura
La International Rugby Board (IRB) va iniciar el procés proclamant un període de sol·licituds perquè qualsevol dels seus membres que desitgessin acollir el torneig mostressin el seu interès a fer-ho abans del 15 d'agost de 2008. Aquest període era purament per indicar interès, sense que hi hagués l'exigència de presentar res relatiu al projecte. 9 membres de la IRB, doncs, es van acollir a aquesta crida: Austràlia, Anglaterra, Irlanda, Itàlia, Jamaica, Japó, Rússia, Escòcia, Sud-àfrica i Gal·les. L'Argentina, que havia mostrat cert interès a principis de 2008, finalment no va formalitzar la sol·licitud i no va realitzar cap oferta. Dels 10 països que van expressar el seu interès formal, molts van retirar la seva candidatura a principis de 2009. Jamaica va ser el primer a retirar la seva candidatura. Rússia es va retirar al febrer de 2009 per concentrar-se en la candidatura per a la Copa del Món de Rugbi a 7, Austràlia i Irlanda es van retirar a la primavera de 2009, per raons econòmiques. Escòcia es va retirar a l'abril de 2009 després d'haver estat incapaç d'arribar a cap acord de co-organització del torneig amb algun altre membre. Gal·les va ser l'última nació en retirar-se oficialment, ja que no va poder presentar una oferta en la data límit de presentació dels projectes, el 8 de maig de 2009. L'Argentina,
Les candidatures que finalment optaren per a organitzar la Copa del Món de Rugbi 2015 foren Anglaterra, Japó, Sud-àfrica i Itàlia. El fet que hi haguessin quatre candidatures confirmades per a la recta final de l'elecció, va suposar una xifra rècord per a l'organització de la Copa del Món de Rugbi. Així doncs, durant la reunió de la IRB del 28 de juliol de 2009, la IRB va confirmar que Anglaterra seria la seu de la Copa del Món de Rugbi 2015, i Japó serà la seu de l'esdeveniment l'any 2019, havent rebut 16 vots a favor per 10 en contra.

## Seus
Una vegada escollida seu del mundial l'organització local de l'esdeveniment, conjuntament amb l'IRB, la RWC Ltd i la Federació Japonesa de Rugbi (JRFU) van fer un primer sondeig d'aquelles ciutats interessades a albergar partits de la competició. Al maig de 2013, vora 20 ciutats havien expressat el seu desig de seu de l'esdeveniment. Una vegada recollida aquesta manifestació, es va demanar a cada ciutat que fes un projecte o oferta formal abans del 31 d'octubre de 2014, de cara a fer una selecció definitiva. Finalment, en una conferència de premsa feta el 5 de novembre de 2014 a Tòquio, els organitzadors van anunciar que s'havien rebut un total de 14 ofertes. El secretari general del comitè organitzador, el Sr. Akira Shimazu, va explicar que de les vint-i-dues ciutats que havien expressat la seva intenció de ser seu, Yokohama (amb el Yokohama International Stadium, seu de la final de la Copa del Món de Futbol de 2002) i el Denka Big Swan Stadium de Niigata, que també va ser seu del mundial de futbol de 2002 havien decidit no fer cap oferta. Shimazu va afegir que la decisió de Yokohama venia precedida per la conclusió que el National Stadium de Tóquio seria la seu de la final i del partit inaugural seria la seu de les dues semifinals, i el tercer lloc, a més del partit inaugural i la final.
Malgat aquesta declaració, al desembre de 2014, la llista patiria una nova variació, i ciutats que no havien presentat la candidatura, com Yokohama se'ls donaria la possibilitat de fer-ho. La justificació d'aquest fet, es basava en que estadis com el Yokohama International Stadium, amb capacitat per a 72.000 espectador, no es podia quedar fora d'un esdeveniment d'aquesta magnitud. Així doncs, a desembre de 2014 les ciutats amb probabilitats de ser seu d'algun dels partits del mundial eren: Sapporo, Kamaishi, Sendai, Kumagaya, Tòquio, Fukuroi, Toyota, Higashiosaka, Kyoto, Kobe, Fukuoka, Oita, Kumamoto, Nagasaki, Yokohama i Kanagawa.
Així doncs, des la conferència del Sr.Shimazu fins que es va fer oficial la llista de seus oficials de la candidatura hi ha hagut un gran nombre de canvis. De la llista inicial, i fins i tot prèvia a la conferència de Dublín, ja van quedar fora Hong Kong i Singapur, cosa que va suposar que tots els partits es disputaran al Japó. Fins i tot, el propi estadi de la JRFU el Chichibunomiya Stadium va caure de la llista. A Osaka, la proposta inicial fou variada pel Hanazono Rugby Stadium i finalment fou descartada. La candidatura, a més a més, es va plantejar afegir seus a les regions de Hokuriku i Koshin'etsu que incloïa ciutats com com Niigata, i també a la regió de Chugoku amb Hiroshima com a gran reclam, però finalment van caure de la llista. Per contra, si que es va afegir com a seu a Kamaishi, una de les ciutats més castigades pel tsunami de 2011 Aquestes regions van ser oblidades per l'organització de la Copa del món de futbol de 2002, tot i que Hiroshima fou seu del Campionat del Món de Bàsquet 2006.

### Estadi Olímpic de Tòquio
En una cerimònia realitzada el dia 7 de setembre de 2013 en la 125a Sessió del Comitè Olímpic Internacional a Buenos Aires (Argentina), Tòquio resultà la ciutat escollida per ser seu dels Jocs Olímpics d'Estiu de 2020.
A nivell arquitectònic, i la gran estrella del projecte olímpic era construir un nou estadi olímpic, just en el lloc on s'havia derruït l'estadi olímpic dels Jocs Olímpics d'Estiu de 1964. L'estadi, encarregat a l'arquitecta britànica Zaha Hadid, tenia un pressupost inicial de 1000 milions de dòlars americans. L'estadi, havia d'estar a punt l'any 2019 per ser la seu de la final del mundial.
Tot i això, el projecte de l'estadi es va disparar de pressupost. Segons algunes fonts, al juliol de 2015, ja s'havien gastat vora 2000 milions de dòlars el que havia provocat una important reacció popular en contra del projecte. Per aquest motiu el 17 de juliol de 2015, el primer ministre japonès Shinzo Abe anunciava la cancel·lació del projecte i una reestructuració del mateix en vistes a tenir-lo construït pels Jocs Olímpics. Aquest fet, suposava, que l'estadi olímpic quedava descartat com a seu de la final del mundial de rugbi. Aquest anunci va provocar la indignació de la RWC Ltd, que en un comunicat assegurava sentir-se frustrada per la decisió, sobretot tenint en compte que el comitè organitzador havia assegurat que no hi hauria cap problema perquè la final es jugués en el nou estadi de Tòquio. A partir d'aquest moment, diverses alternatives es van plantejar sobre la taula. Una d'elles era, que la final es jugués al International Stadium Yokohama que ja fou seu de la final del mundial de futbol de 2006 i l'altra solució plantejada era retirar la nominació al Japó i portar el mundial a un altre país, entre les opcions possible es parlava de Sud-àfrica.

### Estadis
| Chōfu                                                           | Yokohama | Fukuroi | Higashiosaka                                                 |
| --------------------------------------------------------------- | --- | --- | ------------------------------------------------------------ |
| Ajinomoto Stadium                                               | International Stadium Yokohama | Shizuoka Stadium | Hanazono Rugby Stadium                                       |
| 35° 39′ 51.4″ N, 139° 31′ 37.7″ E / 35.664278°N,139.527139°E    | 35° 30′ 36.16″ N, 139° 36′ 22.49″ E / 35.5100444°N,139.6062472°E | 34° 44′ 35.60″ N, 137° 58′ 13.81″ E / 34.7432222°N,137.9705028°E | 34° 40′ 8.2″ N, 135° 37′ 35″ E / 34.668944°N,135.62639°E     |
| Capacitat: 49.970                                               | Capacitat: 72.327 | Capacitat: 50.889 | Capacitat: 30.000                                            |
|                                                                 | | |                                                              |
| Fukuoka                                                         | Umakana Yokana StadiumŌita Bank DomeLevel-5 StadiumAjinomoto StadiumStadium YokohamaShizuoka StadiumHanazono Rugby StadiumToyota StadiumSapporo DomeMisaki ParkKumagaya Rugby GroundKamaishi Recovery Memorial Stadium Localització dels 12 estadis de la Copa del Món de Rugbi de 2019 anunciada el 28 de setembre de 2015. | Umakana Yokana StadiumŌita Bank DomeLevel-5 StadiumAjinomoto StadiumStadium YokohamaShizuoka StadiumHanazono Rugby StadiumToyota StadiumSapporo DomeMisaki ParkKumagaya Rugby GroundKamaishi Recovery Memorial Stadium Localització dels 12 estadis de la Copa del Món de Rugbi de 2019 anunciada el 28 de setembre de 2015. | Toyota                                                       |
| Estadi Level-5                                                  | Umakana Yokana StadiumŌita Bank DomeLevel-5 StadiumAjinomoto StadiumStadium YokohamaShizuoka StadiumHanazono Rugby StadiumToyota StadiumSapporo DomeMisaki ParkKumagaya Rugby GroundKamaishi Recovery Memorial Stadium Localització dels 12 estadis de la Copa del Món de Rugbi de 2019 anunciada el 28 de setembre de 2015. | Umakana Yokana StadiumŌita Bank DomeLevel-5 StadiumAjinomoto StadiumStadium YokohamaShizuoka StadiumHanazono Rugby StadiumToyota StadiumSapporo DomeMisaki ParkKumagaya Rugby GroundKamaishi Recovery Memorial Stadium Localització dels 12 estadis de la Copa del Món de Rugbi de 2019 anunciada el 28 de setembre de 2015. | Estadi Toyota                                                |
| Capacitat: 22.563                                               | Umakana Yokana StadiumŌita Bank DomeLevel-5 StadiumAjinomoto StadiumStadium YokohamaShizuoka StadiumHanazono Rugby StadiumToyota StadiumSapporo DomeMisaki ParkKumagaya Rugby GroundKamaishi Recovery Memorial Stadium Localització dels 12 estadis de la Copa del Món de Rugbi de 2019 anunciada el 28 de setembre de 2015. | Umakana Yokana StadiumŌita Bank DomeLevel-5 StadiumAjinomoto StadiumStadium YokohamaShizuoka StadiumHanazono Rugby StadiumToyota StadiumSapporo DomeMisaki ParkKumagaya Rugby GroundKamaishi Recovery Memorial Stadium Localització dels 12 estadis de la Copa del Món de Rugbi de 2019 anunciada el 28 de setembre de 2015. | Capacitat: 45.000                                            |
| 33° 35′ 09″ N, 130° 27′ 39″ E / 33.585889°N,130.46079°E         | Umakana Yokana StadiumŌita Bank DomeLevel-5 StadiumAjinomoto StadiumStadium YokohamaShizuoka StadiumHanazono Rugby StadiumToyota StadiumSapporo DomeMisaki ParkKumagaya Rugby GroundKamaishi Recovery Memorial Stadium Localització dels 12 estadis de la Copa del Món de Rugbi de 2019 anunciada el 28 de setembre de 2015. | Umakana Yokana StadiumŌita Bank DomeLevel-5 StadiumAjinomoto StadiumStadium YokohamaShizuoka StadiumHanazono Rugby StadiumToyota StadiumSapporo DomeMisaki ParkKumagaya Rugby GroundKamaishi Recovery Memorial Stadium Localització dels 12 estadis de la Copa del Món de Rugbi de 2019 anunciada el 28 de setembre de 2015. | 35° 05′ 04.2″ N, 137° 10′ 14.2″ E / 35.084500°N,137.170611°E |
|                                                                 | Umakana Yokana StadiumŌita Bank DomeLevel-5 StadiumAjinomoto StadiumStadium YokohamaShizuoka StadiumHanazono Rugby StadiumToyota StadiumSapporo DomeMisaki ParkKumagaya Rugby GroundKamaishi Recovery Memorial Stadium Localització dels 12 estadis de la Copa del Món de Rugbi de 2019 anunciada el 28 de setembre de 2015. | Umakana Yokana StadiumŌita Bank DomeLevel-5 StadiumAjinomoto StadiumStadium YokohamaShizuoka StadiumHanazono Rugby StadiumToyota StadiumSapporo DomeMisaki ParkKumagaya Rugby GroundKamaishi Recovery Memorial Stadium Localització dels 12 estadis de la Copa del Món de Rugbi de 2019 anunciada el 28 de setembre de 2015. |                                                              |
| Sapporo                                                         | Umakana Yokana StadiumŌita Bank DomeLevel-5 StadiumAjinomoto StadiumStadium YokohamaShizuoka StadiumHanazono Rugby StadiumToyota StadiumSapporo DomeMisaki ParkKumagaya Rugby GroundKamaishi Recovery Memorial Stadium Localització dels 12 estadis de la Copa del Món de Rugbi de 2019 anunciada el 28 de setembre de 2015. | Umakana Yokana StadiumŌita Bank DomeLevel-5 StadiumAjinomoto StadiumStadium YokohamaShizuoka StadiumHanazono Rugby StadiumToyota StadiumSapporo DomeMisaki ParkKumagaya Rugby GroundKamaishi Recovery Memorial Stadium Localització dels 12 estadis de la Copa del Món de Rugbi de 2019 anunciada el 28 de setembre de 2015. | Ōita                                                         |
| Sapporo Dome                                                    | Umakana Yokana StadiumŌita Bank DomeLevel-5 StadiumAjinomoto StadiumStadium YokohamaShizuoka StadiumHanazono Rugby StadiumToyota StadiumSapporo DomeMisaki ParkKumagaya Rugby GroundKamaishi Recovery Memorial Stadium Localització dels 12 estadis de la Copa del Món de Rugbi de 2019 anunciada el 28 de setembre de 2015. | Umakana Yokana StadiumŌita Bank DomeLevel-5 StadiumAjinomoto StadiumStadium YokohamaShizuoka StadiumHanazono Rugby StadiumToyota StadiumSapporo DomeMisaki ParkKumagaya Rugby GroundKamaishi Recovery Memorial Stadium Localització dels 12 estadis de la Copa del Món de Rugbi de 2019 anunciada el 28 de setembre de 2015. | Estadi d'Ōita                                                |
| 43° 0′ 54.62″ N, 141° 24′ 35.16″ E / 43.0151722°N,141.4097667°E | Umakana Yokana StadiumŌita Bank DomeLevel-5 StadiumAjinomoto StadiumStadium YokohamaShizuoka StadiumHanazono Rugby StadiumToyota StadiumSapporo DomeMisaki ParkKumagaya Rugby GroundKamaishi Recovery Memorial Stadium Localització dels 12 estadis de la Copa del Món de Rugbi de 2019 anunciada el 28 de setembre de 2015. | Umakana Yokana StadiumŌita Bank DomeLevel-5 StadiumAjinomoto StadiumStadium YokohamaShizuoka StadiumHanazono Rugby StadiumToyota StadiumSapporo DomeMisaki ParkKumagaya Rugby GroundKamaishi Recovery Memorial Stadium Localització dels 12 estadis de la Copa del Món de Rugbi de 2019 anunciada el 28 de setembre de 2015. | 33° 12′ 2″ N, 131° 39′ 27″ E / 33.20056°N,131.65750°E        |
| Capacitat: 41.410                                               | Umakana Yokana StadiumŌita Bank DomeLevel-5 StadiumAjinomoto StadiumStadium YokohamaShizuoka StadiumHanazono Rugby StadiumToyota StadiumSapporo DomeMisaki ParkKumagaya Rugby GroundKamaishi Recovery Memorial Stadium Localització dels 12 estadis de la Copa del Món de Rugbi de 2019 anunciada el 28 de setembre de 2015. | Umakana Yokana StadiumŌita Bank DomeLevel-5 StadiumAjinomoto StadiumStadium YokohamaShizuoka StadiumHanazono Rugby StadiumToyota StadiumSapporo DomeMisaki ParkKumagaya Rugby GroundKamaishi Recovery Memorial Stadium Localització dels 12 estadis de la Copa del Món de Rugbi de 2019 anunciada el 28 de setembre de 2015. | Capacitat: 40.000                                            |
|                                                                 | Umakana Yokana StadiumŌita Bank DomeLevel-5 StadiumAjinomoto StadiumStadium YokohamaShizuoka StadiumHanazono Rugby StadiumToyota StadiumSapporo DomeMisaki ParkKumagaya Rugby GroundKamaishi Recovery Memorial Stadium Localització dels 12 estadis de la Copa del Món de Rugbi de 2019 anunciada el 28 de setembre de 2015. | Umakana Yokana StadiumŌita Bank DomeLevel-5 StadiumAjinomoto StadiumStadium YokohamaShizuoka StadiumHanazono Rugby StadiumToyota StadiumSapporo DomeMisaki ParkKumagaya Rugby GroundKamaishi Recovery Memorial Stadium Localització dels 12 estadis de la Copa del Món de Rugbi de 2019 anunciada el 28 de setembre de 2015. |                                                              |
| Kumamoto                                                        | Kobe | Kumagaya | Kamaishi                                                     |
| Umakana Yokana Stadium                                          | Estadi del parc Misaki | Estadi Atlètic de Kumagaya | Estadi Recovery Memorial de Kamaishi                         |
| 32° 50′ 13″ N, 130° 48′ 0″ E / 32.83694°N,130.80000°E           | 34° 39′ 24.15″ N, 135° 10′ 8.27″ E / 34.6567083°N,135.1689639°E | 36° 09′ 50″ N, 139° 24′ 40″ E / 36.164°N,139.411002°E | 39° 16′ N, 141° 53′ E / 39.267°N,141.883°E                   |
| Capacitat: 32.000                                               | Capacitat: 30.312 | Capacitat: 24.000 | Capacitat: 16.187                                            |
|                                                                 | | |                                                              |

## Equips
El procés de classificació per a la Copa del Món de Rugbi de 2019 va començar durant la fase de grups de la Copa del Món de Rugbi de 2015, on els tres primers equips de cada grup es queden classificats automàticament per a l'edició de 2019. Els altres vuit equips restants es classificaran mitjançant un sistema de classificació, el qual tindrà lloc entre els anys 2016 i 2018 mitjançant torneigs regionals i una fase de repesca.
| Asia Rugby (1) - Japó (amfitrions) Rugby Africa (1) - Sud-àfrica Sudamérica Rugby (2) - Argentina - Uruguai | Rugby Europe (7) - Anglaterra - França - Geòrgia - Irlanda - Itàlia - Escòcia - Gal·les | Oceania Rugby (2) - Austràlia - Nova Zelanda North America and Caribbean Rugby (2) - Estats Units |  |

## Fase de Grups[25]

### Grup A
| Team    | P | W | D | L | +/-  | BP | Pts |
| ------- | - | - | - | - | ---- | -- | --- |
| Japó    | 4 | 4 | 0 | 0 | +53  | 3  | 19  |
| Irlanda | 4 | 3 | 0 | 1 | +94  | 4  | 16  |
| Escòcia | 4 | 2 | 0 | 2 | +64  | 3  | 11  |
| Samoa   | 4 | 1 | 0 | 3 | -70  | 1  | 5   |
| Rússia  | 4 | 0 | 0 | 4 | -141 | 0  | 0   |

| Japó | 30-10 (12-7) | Rússia                                                               | Divendres 20 de setembre del 2019 - Tokyo Stadium, Tòquio Àrbitre: Nigel Owens (Regne Unit) |
| Assaigs: Kotaro Matsushima, Kotaro Matsushima, Pieter Labuschagne Con: Yu Tamura, Rikiya Matsuda Pen: Yu Tamura, Yu Tamura |              | Assaigs: Kirill Golosnitskiy Con: Yury Kushnarev Pen: Yuri Kushnarev | Divendres 20 de setembre del 2019 - Tokyo Stadium, Tòquio Àrbitre: Nigel Owens (Regne Unit) |

| Irlanda | 27-3 (19-3) | Escòcia            | 22 de setembre de 2019 - International Stadium Yokohama, Yokohama Àrbitre: Wayne Barnes (Regne Unit) |
| Assaigs: James Ryan, Rory Best, Tadhg Furlong, Andrew Conway Con: Johnny Sexton, Conor Murray Pen: Jack Carty |             | Pen: Greig Laidlaw | 22 de setembre de 2019 - International Stadium Yokohama, Yokohama Àrbitre: Wayne Barnes (Regne Unit) |

| Rússia                              | 9-34 (6-5) | Samoa | 24 de setembre de 2019 - Kumagaya Rugby Stadium, Kumagaya Àrbitre: Romain Poite (França) |
| Pen: Yury Kushnarev, Yury Kushnarev |            | Assaigs: Alapati Leiua, Afaesetiti Amosa, Ed Fidow, Ed Fidow, Rey Lee-Lo, Alapati Leiua Con: Tusi Pisi, Tusi Pisi | 24 de setembre de 2019 - Kumagaya Rugby Stadium, Kumagaya Àrbitre: Romain Poite (França) |

| Japó                                                                       | 19–12 (9-12) | Irlanda                                             | 28 de setembre de 2019 - Shizuoka Stadium Ecopa, Shizuoka Prefecture Àrbitre: Angus Gardner |
| Assaigs: Kenki Fukuoka Con: Yu Tamura Pen: Yu Tamura, Yu Tamura, Yu Tamura |              | Assaigs: Gary Ringrose, Rob Kearney Con: Jack Carty | 28 de setembre de 2019 - Shizuoka Stadium Ecopa, Shizuoka Prefecture Àrbitre: Angus Gardner |

| Escòcia                                                                                      | 34-0 (20-0) | Samoa | 30 de setembre de 2019 - Danie Craven Stadium, Stellenbosch Àrbitre: Naoki Saito (Japó) |
| Assaigs: Sean Maitland, Greig Laidlaw Pen assaigs 57, 75 Con: Greig Laidlaw DGS: Stuart Hogg |             |       | 30 de setembre de 2019 - Danie Craven Stadium, Stellenbosch Àrbitre: Naoki Saito (Japó) |

| Irlanda | 35-0 (21-0) | Rússia | 3 d'octubre de 2019 - Kobe Misaki Stadium, Kobe City Àrbitre: Jerome Garces |
| Assaigs: Rob Kearney, Peter O'Mahony, Rhys Ruddock, Andrew Conway, Garry Ringrose Con: Johnny Sexton, Johny Sexton, Johny Sexton, Jack Carty, Jack Carty |             |        | 3 d'octubre de 2019 - Kobe Misaki Stadium, Kobe City Àrbitre: Jerome Garces |

| Japó | 38-19 (16-9) | Samoa                                                                                      | 5 d'octubre de 2019 - City of Toyota Stadium, Aichi Prefecture, Toyota City Àrbitre: Jaco Peyper |
| Assaigs: Timothy Lafaele, Kazuki Himeno, Kenki Fukuoka, Kotaro Matsushima Con: Yu Tamura, Yu Tamura, Yu Tamura Pen: Yu Tamura, Yu Tamura, Yu Tamura, Yu Tamura |              | Assaigs: Henry Taefu Con:Henry Taefu PenHenry Taefu, Henry Taefu, Henry Taefu, Henry Taefu | 5 d'octubre de 2019 - City of Toyota Stadium, Aichi Prefecture, Toyota City Àrbitre: Jaco Peyper |

| Escòcia | 61-0 (21-0) | Rússia | 9 d'octubre de 2019 - Shizuoka Stadium Ecopa, Shizuoka Àrbitre: Wayne Barnes |
| Assaigs: Adam Hastings, Adam Hastings, George Horne, George Horne, George Turner, George Horne, Tommy Seymour, John Barclay, Stuart McInally Con: Adam Hastings, Adam Hastings, Adam Hastings, Adam Hastings, Adam Hastings, Adam Hastings, Adam Hastings, Adam Hastings |             |        | 9 d'octubre de 2019 - Shizuoka Stadium Ecopa, Shizuoka Àrbitre: Wayne Barnes |

| Irlanda | 47-5 (26-5) | Samoa             | 12 d'octubre de 2019 - Fukuoka Hakatanomori Stadium, Fukuoka Prefecture, Fukuoka City Àrbitre: Nic Berry |
| Assaigs: Rory Best, Tadhg Furlong, Johnny Sexton, Johnny Sexton, Jordan Larmour, CJ Stander, Andrew Conway Con: Johnny Sexton, Johnny Sexton, Johnny Sexton, Johnny Sexton, Joey Carbery, Jowy Carbery |             | Assaigs: Jack Kam | 12 d'octubre de 2019 - Fukuoka Hakatanomori Stadium, Fukuoka Prefecture, Fukuoka City Àrbitre: Nic Berry |

| Japó | 28-21 (21-7) | Escòcia                                                                                            | 13 d'octubre de 2019 - International Stadium Yokohama, Kanagawa Prefecture, Yokohama City Àrbitre: Ben O'Keeffee |
| Assaigs: Kotaro Matsushimat, Keita Inagaki, Kenki Fukuoka, Kenki Fukuoka Conv: Yu Tamura, Yu Tamura, Yu Tamura, Yu Tamura |              | Assaigs: Finn Russell, Willem Nel, Zander Fagerson Conv: Greig Laidlaw, Greig Laidlaw Finn Russell | 13 d'octubre de 2019 - International Stadium Yokohama, Kanagawa Prefecture, Yokohama City Àrbitre: Ben O'Keeffee |

### Grup B
| Team         | P | W | D | L | +/-  | BP | Pts |
| ------------ | - | - | - | - | ---- | -- | --- |
| Nova Zelanda | 3 | 3 | 0 | 0 | +135 | 2  | 16  |
| Sud-àfrica   | 4 | 3 | 0 | 1 | +149 | 3  | 15  |
| Itàlia       | 3 | 2 | 0 | 1 | +20  | 2  | 12  |
| Namíbia      | 3 | 0 | 0 | 3 | -141 | 0  | 2   |
| Canadà       | 3 | 0 | 0 | 3 | -163 | 0  | 2   |

| Nova Zelanda | 23-13 (17-3) | Sud-àfrica                                                                                | Dissabte 21 de setembre de 2019 - International Stadium Yokohama, Yokohama City Àrbitre: Jérôme Garcès (França) |
| Assaigs: George Bridge, Scott Barrett Con: Richie Mo'unga, Richie Mo'unga Pen: Richie Mo'unga, Richie Mo'unga, Beauden Barrett |              | Assaigs: Pieter-Steph Du Toit Con: Handre Pollard Pen: Handre Pollard Dgs: Handre Pollard | Dissabte 21 de setembre de 2019 - International Stadium Yokohama, Yokohama City Àrbitre: Jérôme Garcès (França) |

| Itàlia | 47-22 (21-7) | Namíbia                                                                                                   | Diumenge 22 de setembre - Hanazono Rugby Stadium, Higashiosaka Àrbitre: Nic Berry (Regne Unit) |
| Assaigs: Tommaso Allan, Tito Tebaldi, Mattia Bellini, Carlo Canna, Jake Polledri, Matteo Minozzi Con: Tommaso Allan, Tommasso Allan, Tommaso Allan, Carlo Canna |              | Assaigs: Damian Stevens, JC Greyling, Chad Plato Conv: Cliven Loubser, Cliven Loubser Pen: Cliven Loubser | Diumenge 22 de setembre - Hanazono Rugby Stadium, Higashiosaka Àrbitre: Nic Berry (Regne Unit) |

| Itàlia | 48-7 (17-0) | Canadà                                | Dijous 26 de setembre de 2019 - Fukuoka Hakatanomori Stadium, Fukuoka Àrbitre: Nigel Owens (Gal·les) |
| Assaigs: Braam Steyn, Dean Budd, Sebastian Negri, Mattia Bellini, Federico Zani, Matteo Minozzi Pen Assaig: Conv: Tommaso Allan, Tommaso Allan, Tommaso Allan, Carlo Canna Pen:Tommaso Allan |             | Assaigs: Andrew Coe Con: Peter Nelson | Dijous 26 de setembre de 2019 - Fukuoka Hakatanomori Stadium, Fukuoka Àrbitre: Nigel Owens (Gal·les) |

| Sud-àfrica | 57-3 (31-3) | Namíbia              | Dissabte 28 de setembre de 2019 - City of Toyota Stadium, Toyota City Àrbitre: Mathieu Raynal |
| Assaigs: Mbongeni Mbonambi, Mbongeni Mbonambi, François Louw, Makazole Mapimpi, Makazole Mapimpi, Lukhanyo Am, Warrick Gelant, Siya Kolisi, Shalk Brits Con: Elton Jantjies, Elton Jantjies, Elton Jantjies, Elton Jantjies, Elton Jantjies, Elton Jantjies |             | Pens: Cliven Loubser | Dissabte 28 de setembre de 2019 - City of Toyota Stadium, Toyota City Àrbitre: Mathieu Raynal |

| Nova Zelanda | 63-0 (28-0) | Canadà | Dimecres 2 d'octubre - Oita Stadium, Oita Àrbitre: Romain Poite (França) |
| Assaigs: Jordie Barrett, Sonny Bill Williams, Beauden Barrett, Rieko Ioane, Scott Barrett, Shannon Frizell, Brad Weber, Brad WeberPen assaigs 5 Con: Richie Mo'unga, Richie Mo'unga, Richie Mo'unga, Richie Mo'unga, Richie Mo'unga, Richie Mo'unga, Richie Mo'unga, Richie Mo'unga |             |        | Dimecres 2 d'octubre - Oita Stadium, Oita Àrbitre: Romain Poite (França) |

| Sud-àfrica | 49-3 (17-3) | Itàlia              | Divendres 4 d'octubre del 2019 - Shizuoka Stadium Ecopa, Shizuoka Àrbitre: Wayne Barnes, Anglaterra |
| Assaigs: Cheslin Kolbe, Cheslin Kolbe, Mbongeni Mbonambi, Lukhanyo Am, Makazole Mapimpi, RG Snyman, Malcolm Marx Con: Handre Pollard, Handre Pollard, Handre Pollard, Handre Pollard Pens: Handre Pollard |             | Pens: Tommaso Allan | Divendres 4 d'octubre del 2019 - Shizuoka Stadium Ecopa, Shizuoka Àrbitre: Wayne Barnes, Anglaterra |

| Nova Zelanda | 71-9 (24-9) | Namíbia              | Diumenge 6 d'octubre del 2019 - Tokyo Stadium, Tòquio Àrbitre: Pascal Gauzere, França |
| Assaigs:Sevu Reece, Sevu Reece, Anton Lienert-Brown, Anton Lienert-Brown, Angus Ta'avao, Ben Smith, Ben Smith, Joe Moody, Samuel Whitelock, Jordie Barrett, TJ Perenara Con:Jordie Barrett, Jordie Barrett, Jordie Barrett, Jordie Barrett, Jordie Barrett, Jordie Barrett, Jordie Barrett, Jordie Barrett |             | Pens: Damian Stevens | Diumenge 6 d'octubre del 2019 - Tokyo Stadium, Tòquio Àrbitre: Pascal Gauzere, França |

| Sud-àfrica | 66-7 (21-0) | Canadà                                 | Dimarts 8 d'octubre del 2019 - Kobe Misaki, Kobe Àrbitre: Luke Pearce, Anglaterra |
| Assaigs:Damian de Allende, S'Busiso Nkosi, Cobus Reinach, Cobus Reinach, Cobus Reinach, Warrick Gelant, Frans Steyn, Schalk Brits, Damian Willemse, Frans Malherbe Con: Elton Jantjies, Elton Jantjies, Elton Jantjies, Elton Jantjies, Elton Jantjies, Elton Jantjies, Elton Jantjies, Elton Jantjies |             | Assaigs:Matt Heaton Conv: Peter Nelson | Dimarts 8 d'octubre del 2019 - Kobe Misaki, Kobe Àrbitre: Luke Pearce, Anglaterra |

| Nova Zelanda | Partit cancel·lat pel tifó hagibis. | Itàlia | Dissabte 12 d'octubre de 2019 - |
|              |                                     |        | Dissabte 12 d'octubre de 2019 - |

| Namíbia | Partit cancel·lat pel tifó hagibis. | Canadà | Diumenge 13 d'octubre de 2019 - |
|         |                                     |        | Diumenge 13 d'octubre de 2019 - |